# Β-Amyloid

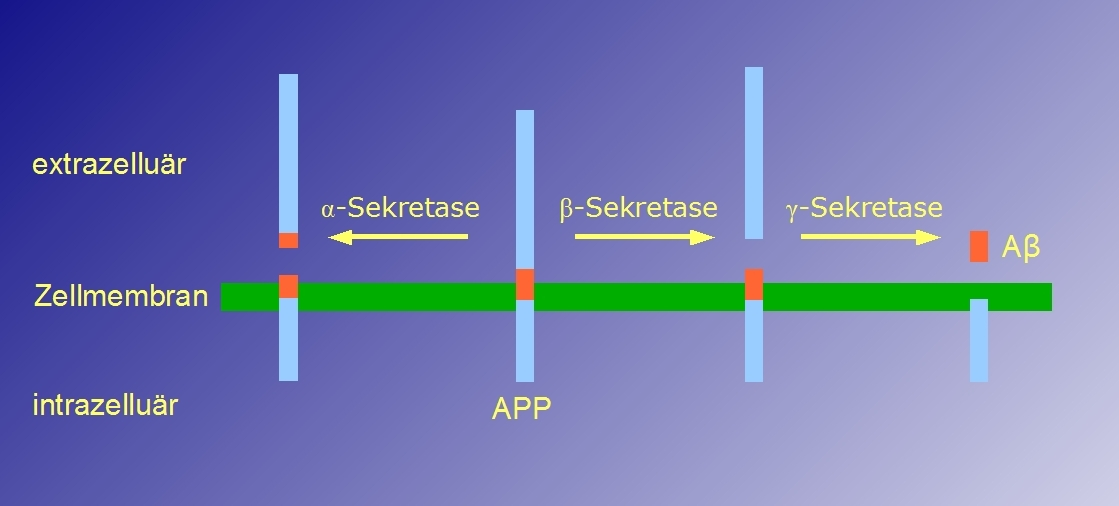
Spaltung des APP durch α-, β- und γ-Sekretase(n)

β-Amyloid (Aβ, u. a. Amyloid-beta 40 (Aβ40) und Amyloid-beta 42 (Aβ42)) sind Peptide, die durch Zerschneiden des Amyloid-Precursor-Proteins (APP) mit Hilfe der Enzyme Beta- und Gamma-Sekretase entstehen, wobei aber noch weitere Faktoren vorhanden sein müssen. Da insbesondere in senilen Plaques hauptsächlich N-terminal verkürzte Peptide gefunden werden (z. B. Aβ4-42, Aβ2-42), müssen weitere Proteasen involviert sein. Ihre biologische Funktion ist ungeklärt, es wurde jedoch vorgeschlagen, dass sie eine antimikrobielle Funktion haben. Aβ40 und Aβ42 gelten als neurotoxisch. Insbesondere die vom Aβ42 abstammenden Peptide habe eine starke Tendenz, sich aneinander zu lagern und dabei unterschiedlich große Aggregate zu bilden, die auch unlöslich sein können. Im normalen Stoffwechsel werden diese Peptide kontinuierlich erzeugt, lagern sich aber nicht ab. Beide Peptide sind als Ablagerungen in Gehirn und Blutgefäßen von Alzheimerkranken und Down-Syndrom-Patienten zu finden. Man nimmt daher an, dass eine Verhinderung dieser Ablagerungen (dazu gehören auch die senilen Plaques) die Symptome dieser Krankheiten verbessern würden. Des Weiteren finden sich derartige Ablagerungen in den Blutgefäßen von Menschen mit zerebraler Amyloidangiopathie, wo sie zum Schlaganfall führen können.
In einer neuen Studie konnte gezeigt werden, dass Beta-Amyloid auch nach einem schweren Schädelhirntrauma im Gehirn abgelagert wird. Von den Ablagerungen ist interessanterweise nicht primär die Läsion betroffen, sondern andere Bereiche des Gehirns, vor allem das Striatum. Dort befinden sich auch bei Morbus Alzheimer häufig Veränderungen. Eine Verbindung zwischen einem schweren Schädelhirntrauma und einer späteren Demenz konnte jedoch noch nicht bewiesen werden.
Eine wissenschaftliche Studie hat ergeben, dass Amyloid-beta eine zentrale Funktion bei der Informationsverarbeitung im Gehirn hat. Eine bestimmte Menge des Proteins ist für die Übertragung von Informationen an Neuronen notwendig. Da die derzeitigen Forschungen zur Bekämpfung von Alzheimer hauptsächlich darauf ausgerichtet sind, Medikamente zu entwickeln, die Protein-Plaques abbauen, muss diese neue Erkenntnis miteinbezogen werden.

## Gründe für erhöhte Aβ Mengen
Weitere Faktoren für die Veränderungen von Aβ40/42 sind genetische Prädispositionen, wie
- Veränderung des APP durch Mutation des APP-Gens (familiärer Alzheimer Typ 1)[2]
- Vorliegen von gewissen Allelen des Apolipoprotein E (familiärer Alzheimer Typ 2).[7][8]
- Veränderungen der gamma-Sekretase in ihren Präsenilin-Untereinheiten (Typ 3 und 4)[9]
- erhöhte Produktion des APP, wie beim Down-Syndrom

Diese seltenen Veränderungen am Genom können allein ausreichen, um Aβ in genügenden Mengen und damit auch Schäden entstehen zu lassen.
Darüber hinaus existieren ernährungsbedingte Risikofaktoren wie der Cholesterinspiegel: bei Cholesterinmangel bilden sich in vitro Beta-Amyloid-Peptide nicht. Damit zu tun hat möglicherweise, dass Aβ-Produktion ausschließlich in Lipid Rafts der Zellmembran stattfindet und dass diese Gebilde vornehmlich aus Cholesterin bestehen.
Es scheint allerdings weitere Risikofaktoren zu geben. Mehrere Arzneistoffe erhöhen die Aβ42-Produktion auf gefährliche Level in vitro und im Mausmodell. Verdächtigt werden spezifische Hemmer für die Cyclooxygenase 2 und gewisse Isoprenoide.

## Toxizität
Für den Mechanismus der Neurotoxizität der Peptide gibt es mehrere Erklärungsversuche. Zum einen könnten die Peptide Ionenkanäle in der Zellmembran der Neuronen bilden. Möglicherweise aber handelt es sich eher um kleine, aber zahlreiche Membrandefekte, die von Amyloiden verursacht werden und die für die Schädigungen verantwortlich sind.